# 自行车车架

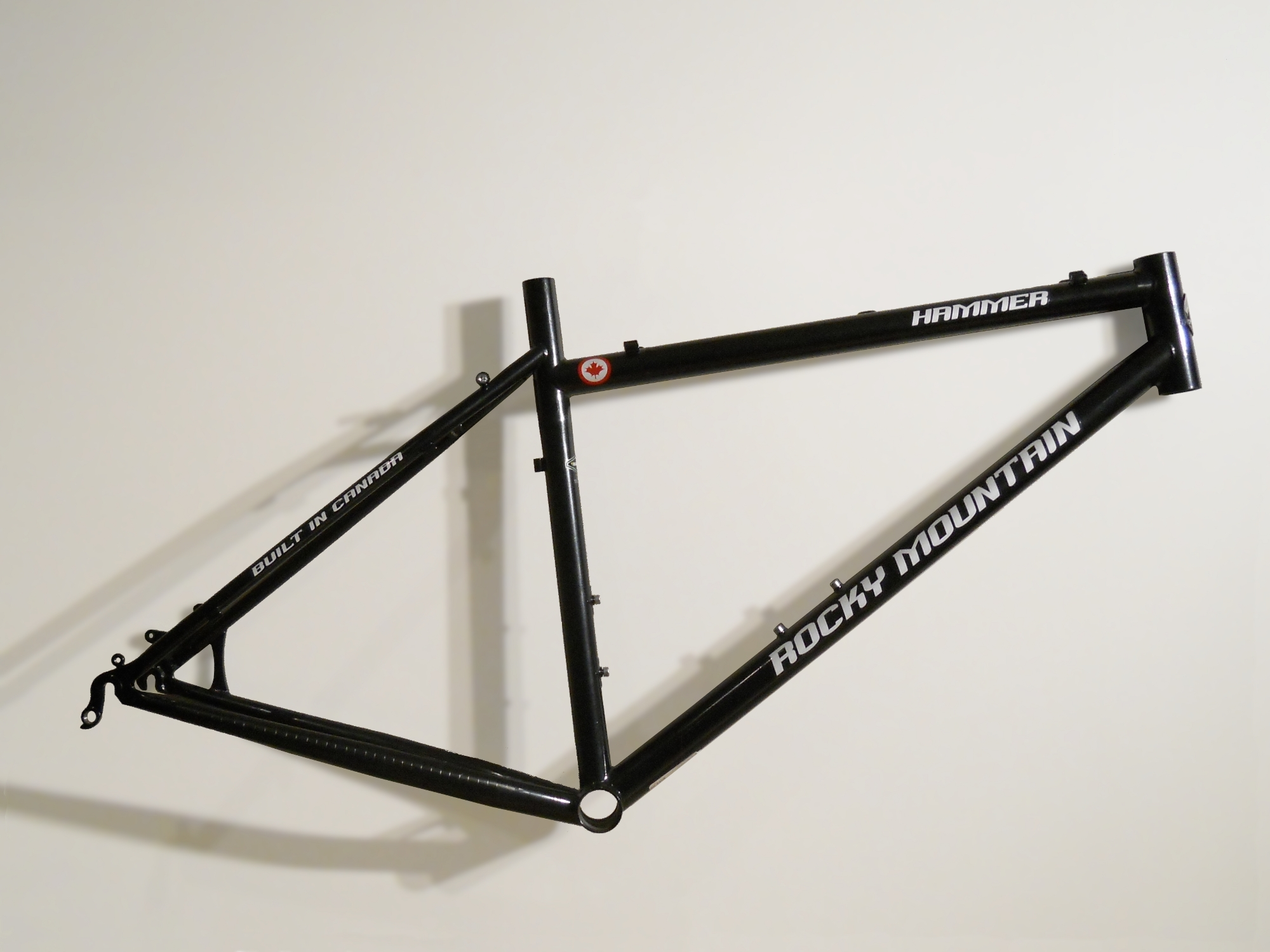
一个现代的自行车车架

自行车车架是自行车的主要组成部分，功能是为车轮、坐垫等部件提供支架。现今最常见的车架设计由一个前三角和一对后三角组成，支架由一定直径的钢管（或铝管、碳纤维等其它材质）做成。但根据具体需要的不同，也存在其他形式的自行车车架设计，如悬臂式设计。